# Hora do Faro
Hora do Faro foi um programa de auditório brasileiro produzido e exibido pela Record de 27 de abril de 2014 a 29 de dezembro de 2024. Era exibido aos domingos e apresentado por Rodrigo Faro.

## História
O programa Hora do Faro estreou em 27 de abril de 2014, às 15h, sob a apresentação de Rodrigo Faro e direção de Ignácio Coqueiro, substituindo O Melhor do Brasil. O programa manteve o formato do antecessor no primeiro ano, mas foi sofrendo alterações com o tempo, passando a adotar uma linha mais assistencialista com reportagens comoventes e a exibição de formatos adquiridos.
Em 26 de janeiro de 2016, Ignácio Coqueiro deixou o programa para assumir o Xuxa Meneghel. No lugar de Coqueiro, Carlos César Filho, o "Cezinha", assume a direção do programa.
Em 18 de julho de 2021, o programa pela primeira vez não tem a presença do apresentador titular devido ao mesmo ter testado positivo para a COVID-19, sendo a única edição a não contar com Faro. A edição deste dia foi apresentada por Adriane Galisteu.
Em 5 de dezembro de 2024, Rodrigo Faro anuncia a sua saída da Record após 16 anos consecutivos na emissora, não renovando o contrato com o canal, causando assim, o fim da atração, que já estava previsto para o início de 2025 devido a queda de audiência e o desgaste do formato, que já não estava mais atraindo anunciantes como antes. A última edição foi exibida no dia 29 de dezembro e seu espaço foi ocupado pelo game show Acerte ou Caia!.

## Equipe
Apresentador
- Rodrigo Faro

Assistentes de palco
- Valeska Reis (2014–2024)
- Laínne Barrionuevo (2021–2024)

Vai Dar Namoro
- Paulão Cavalo
- William Velasco
- Matheus Pigmeu
- Pirulito Ed

Entrevistadores (A Fazenda: Última Chance)
- Chico Barney (2020–2024)
- Léo Dias (2020–2021)
- Fabíola Reipert (2020)
- Fabíola Gadelha (2020)
- Lucas Selfie (2021)
- Keila Jimenez (2021–2024)
- Rico Melquíades (2022–2024)
- Fábia Oliveira (2022–2024)

## Quadros
- "A Fazenda: Última Chance"
- "Arruma..."
- "Cadê Minha Casa?"
- Canta Comigo
- Canta Comigo Teen
- "Confesso que Vivi"
- "Colegas de Profissão"
- "Convite Surpresa"
- "Dança Gatinho"
- "De Folga com o Faro"
- "De Quem É Essa História?"
- "Deu a Louca no Faro"
- "De Volta Ao Passado"
- "Domingokê"
- "Do Lado de Lá"
- Embolados
- "Empurrãozinho"
- "Famosas em Apuros"
- "Famoso Casamenteiro"
- "Famoso Vira Anônimo"
- "Faroscar"
- "Faro Surpresa"
- "Game dos Games"
- "Grupo do Faro"
- "Hora da Virada"
- Invasão do Faro
- "Isso Eu Faço"
- 'Jogo da Afinidade''
- "Leroy Merlin Transforma"
- "Mudando de Vida"
- "Na Trilha da Fama"
- "O Que Você Ganha Com Isso?"
- "O Sucesso Não Acaba"
- "Preciso Dizer Que Te Amo"
- "Pronto Pra Fama"
- ''Quem é o Impostor''
- "Querer é Poder"
- "Raio-X da Vida"
- "Revirando as Gavetas"
- "Roda da Vida"
- "Silêncio Total"
- "Tá Tudo Em Casa"
- "Te Quero de Volta"
- "Topa um Acordo?"
- "Vai dar Namoro?"

## Audiência
Em janeiro de 2016, o programa estava em segundo lugar isolado com média 9.3 e uma vantagem de 11℅ com relação à terceira colocada, que marcou 8.4, além de conseguir picos de liderança. Até janeiro de 2019, o programa era vice-líder isolado de audiência. No entanto, a partir de fevereiro, passou a ser superado pela principal concorrente fechando o ano com 7,7 pontos contra 8,5 de Eliana, vencendo apenas 11 duelos. Em 2020, o cenário de audiência não muda e Rodrigo Faro continua a ver seu programa perdendo constantemente para sua principal concorrente, Eliana. Entre os meses de setembro e dezembro de 2020, com a entrevista dos eliminados de A Fazenda 12 e a exibição da primeira temporada do Canta Comigo Teen, o programa voltou a consolidar o segundo lugar isolado. Mas, com o fim das temporadas dos dois realitys, o programa volta a perder parte de seu público e termina o ano novamente em terceiro lugar.
Entre 2021 e 2024, a atração foi perdendo cada vez mais público, passando a registrar índices na casa dos 4 pontos e sendo raras as vitórias em cima do SBT, representando uma baixa de quase 60% em comparação com os seus primeiros anos, quando chegava aos dois dígitos com facilidade e à vice-liderança absoluta. Um dos motivos avaliados pelos críticos seriam pela falta de identidade do programa, além dos desgastes de formatos consagrados e as reportagens assistencialistas deixarem de ser interessantes para o público, somado a polêmica na edição especial em tributo ao apresentador Gugu Liberato (ver seção controvérsias).

## Prêmios e indicações
| Ano  | Prêmio                | Categoria                             | Indicado     | Resultado | Ref.                |
| ---- | --------------------- | ------------------------------------- | ------------ | --------- | ------------------- |
| 2014 | Prêmio F5             | Apresentador do Ano                   | Rodrigo Faro | Indicado  | [ 15 ]              |
| 2015 | Troféu Imprensa       | Melhor Apresentador ou Animador de TV | Rodrigo Faro | Venceu    | [carece de fontes?] |
| 2015 | Troféu Internet       | Melhor Apresentador ou Animador de TV | Rodrigo Faro | Venceu    |                     |
| 2015 | Troféu Internet       | Melhor Programa de Auditório          | Hora do Faro | Indicado  |                     |
| 2016 | Troféu Imprensa       | Melhor Apresentador ou Animador de TV | Rodrigo Faro | Indicado  | [ 16 ]              |
| 2016 | Troféu Internet       | Melhor Apresentador ou Animador de TV | Rodrigo Faro | Indicado  | [ 17 ]              |
| 2016 | Troféu Internet       | Programa de Auditório                 | Hora do Faro | Indicado  | [ 17 ]              |
| 2017 | Troféu Imprensa       | Melhor Apresentador ou Animador de TV | Rodrigo Faro | Indicado  | [carece de fontes?] |
| 2017 | Troféu Internet       | Melhor Apresentador ou Animador de TV | Rodrigo Faro | Indicado  | [ 18 ]              |
| 2017 | Troféu Internet       | Programa de Auditório                 | Hora do Faro | Indicado  | [ 18 ]              |
| 2018 | Troféu Imprensa       | Melhor Apresentador ou Animador de TV | Rodrigo Faro | Indicado  | [ 19 ]              |
| 2018 | Troféu Internet       | Melhor Apresentador ou Animador de TV | Rodrigo Faro | Indicado  | [ 20 ]              |
| 2018 | Troféu Internet       | Programa de Auditório                 | Hora do Faro | Indicado  | [ 20 ]              |
| 2021 | Prêmio Notícias da TV | Melhor programa de TV                 | Hora do Faro | Pendente  | [ 21 ]              |

## Controvérsias
Ao longo dos anos em que tem sido exibido, o programa foi acusado de ser sensacionalista e de haver egocentrismo por parte do apresentador titular. Tal mudança fez com que a atração sofresse várias reformulações para recuperar a vice-liderança, abandonando o lado assistencialista.

### Homenagem à Gugu Liberato
No dia 24 de novembro de 2019, durante uma edição ao vivo em homenagem ao apresentador Gugu Liberato, foi ao ar uma reprise editada da entrevista com Gugu exibida no dia dos pais de 2017. No canto direito da tela, o apresentador supostamente solta a seguinte frase "Como é que tá a audiência?" e muda a expressão em seguida. O vídeo repercutiu nas redes sociais, gerando críticas de internautas. Após o episódio, o programa perdeu uma boa parte do seu público em edições seguintes, tendo dificuldades de se manter no segundo lugar.

### Condenação por exposição de criança a situação vexatória
Em agosto de 2020, a RecordTV foi condenada pela Justiça de São Paulo a pagar R$ 200 mil por expor uma criança de oito anos em uma "situação vexatória" em uma edição do programa, exibida em 2017. Na edição do programa citada na decisão, o menino, que costumava se apresentar dançando músicas de Michael Jackson, passou por uma pegadinha numa festa de aniversário e depois ensaiou com profissionais para se apresentar no palco da atração e receber presentes. Embora a emissora tenha afirmado que o programa não teve a decisão de ofender a criança e tenha enaltecido suas qualidades, o Tribunal de Justiça entendeu que "a imagem da criança foi explorada e exposta de maneira constrangedora e vexatória como instrumento de entretenimento da plateia e da audiência".